# Gare de Mamirolle
La gare de Mamirolle est une gare ferroviaire française de la ligne de Besançon-Viotte au Locle-Col-des-Roches, située sur le territoire de la commune de Mamirolle, dans le département du Doubs en région Bourgogne-Franche-Comté.
Elle est mise en service en 1884 par la Compagnie des chemins de fer de Paris à Lyon et à la Méditerranée (PLM).
C'est une halte voyageurs de la Société nationale des chemins de fer français (SNCF) desservie par des trains régionaux TER Bourgogne-Franche-Comté.

## Situation ferroviaire
Établie à 467 mètres d'altitude, la gare de Mamirolle est située au point kilométrique (PK) 421,023 de la ligne de Besançon-Viotte au Locle-Col-des-Roches, entre les gares de Saône et de L'Hôpital-du-Grosbois.
Gare de passage sur une ligne à voie unique, elle dispose d'une seule voie.

## Histoire
La gare de Mamirolle est mise en service le 4 août 1884 par la Compagnie des chemins de fer de Paris à Lyon et à la Méditerranée (PLM), lors de l'ouverture à l'exploitation du chemin de fer de Besançon à la frontière Suisse.
La gare de « Mamirolle » est l'une des 1763 gares, stations ou haltes de la compagnie PLM listées dans la nomenclature 1911. C'est une gare, ouverte au service complet de la grande vitesse (voyageurs) et de la petite vitesse (marchandises), « à l'exclusion des chevaux chargés dans des wagons-écuries s'ouvrant en bout et des voitures à 4 roues, à deux fonds et à deux banquettes dans l'intérieur, omnibus, diligences, etc »,,. C'est une gare de la ligne de Besançon-Viotte au Locle située entre les gares de Saône et de L'Hôpital-du-Gros-Bois.
Un nouvel abri voyageur équipé d'un distributeur de billets régionaux a été installé en 2007.
En 2015, c'est une gare voyageurs d'intérêt local (catégorie C : moins de 100 000 voyageurs par an de 2010 à 2011), qui dispose d'un quai pour la voie unique, et deux abris.

## Fréquentation
La fréquentation de la gare est détaillée dans le tableau ci-dessous :
| Année     | 2015   | 2016   | 2017   | 2018   | 2019   | 2020   | 2021   | 2022   | 2023   | 2024   |
| --------- | ------ | ------ | ------ | ------ | ------ | ------ | ------ | ------ | ------ | ------ |
| Voyageurs | 18 392 | 17 105 | 19 376 | 17 418 | 21 159 | 15 420 | 12 182 | 19 006 | 18 504 | 11 897 |

## Service des voyageurs

### Accueil
C'est une halte SNCF, point d'arrêt non géré (PANG) à accès libre. Elle est équipée d'un abri de quai sans automate pour l'achat de titres de transport.

### Desserte
Mamirolle est une halte régionale desservie par des trains TER Bourgogne-Franche-Comté assurant la relation Besançon-Viotte - Valdahon, ou Morteau, ou La Chaux-de-Fonds.

### Intermodalité
Un parc parking pour les véhicules y est aménagé.
Elle est desservie par des cars TER de la relation Besançon-Viotte - Morteau.

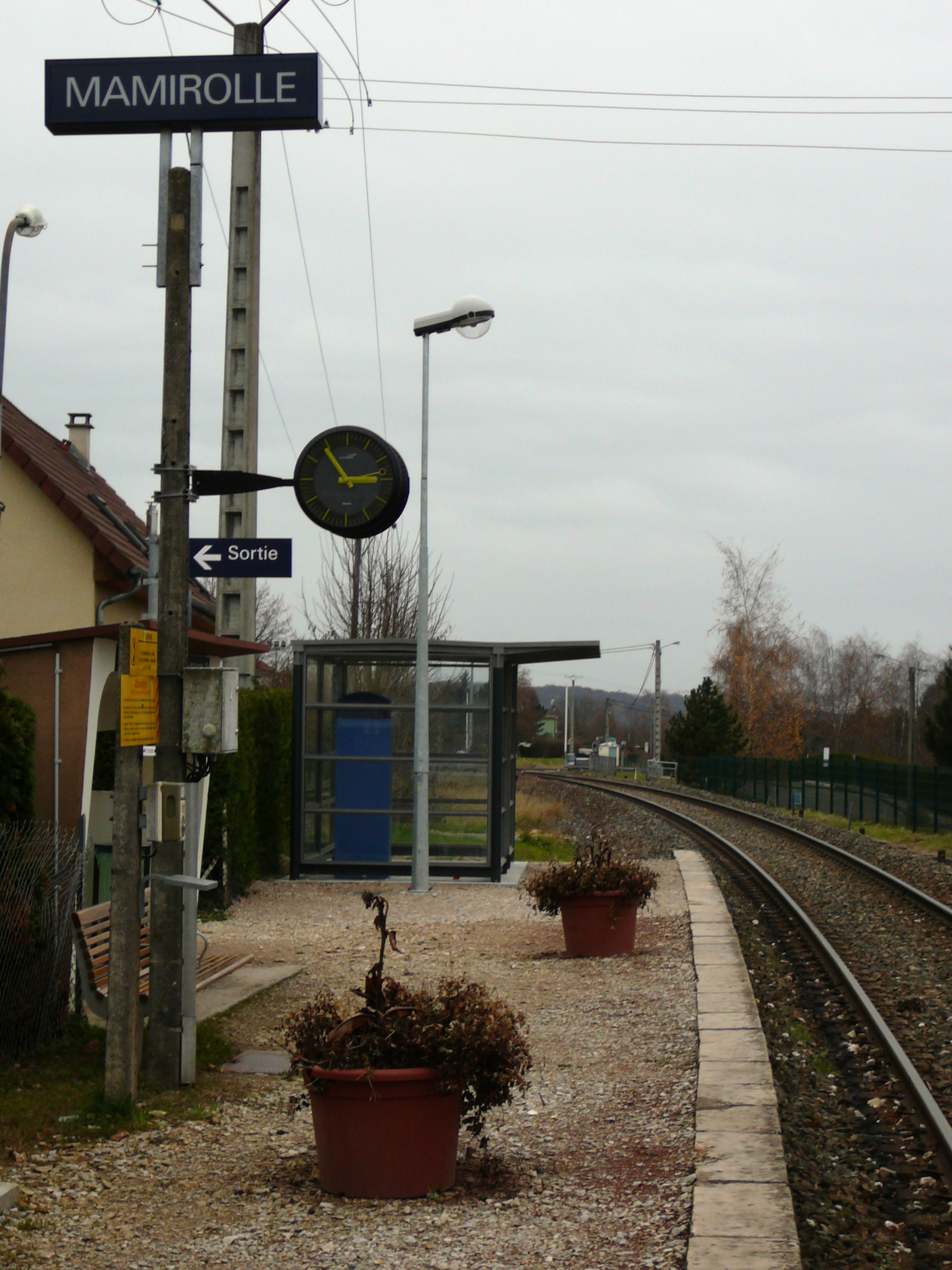
Halte de Mamirolle, vue en direction de Besançon.
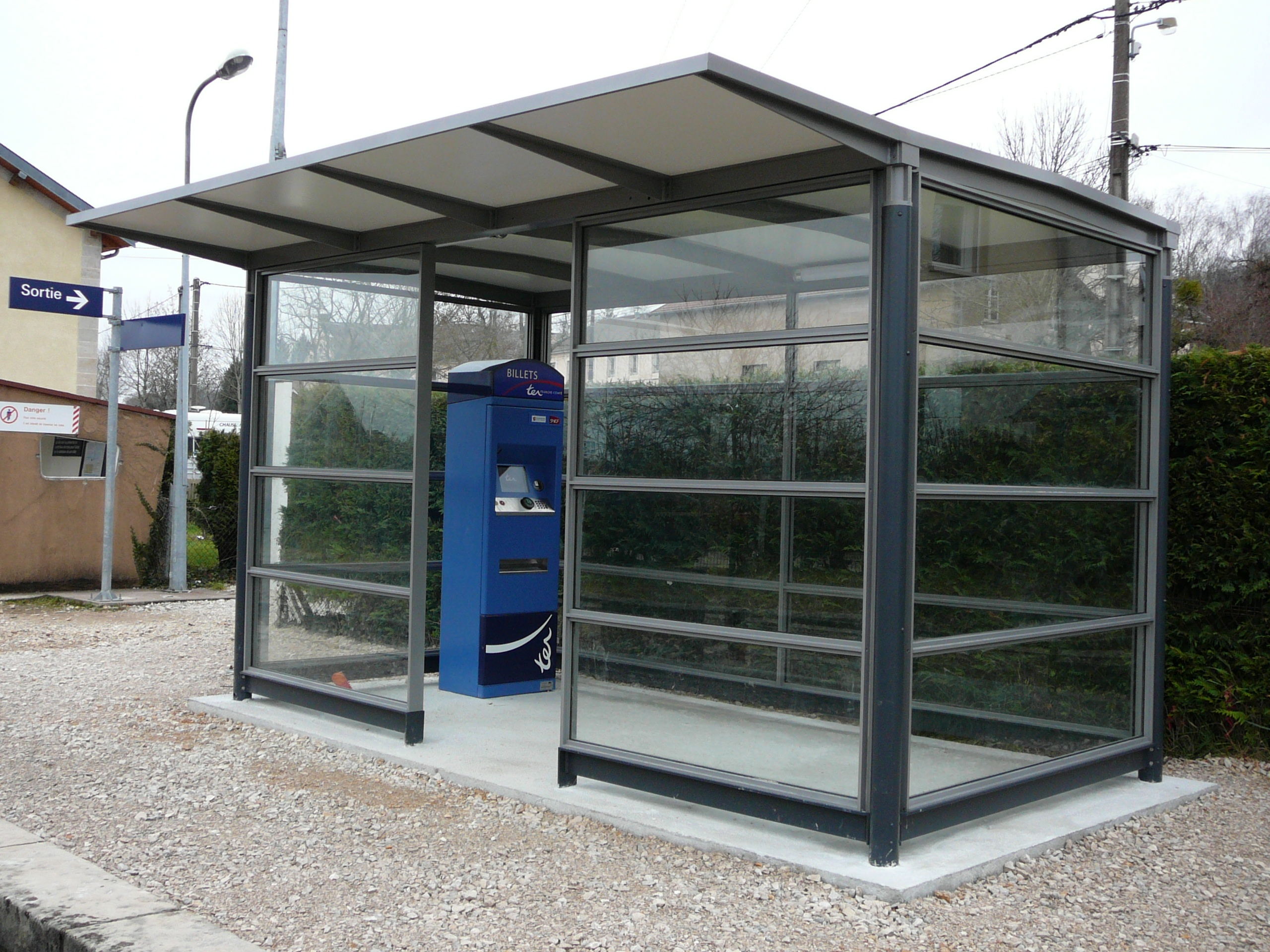
Nouvel abri de quai de Mamirolle.

## Patrimoine ferroviaire
L'ancien bâtiment voyageurs inutilisé pour le service ferroviaire est devenu une maison d'habitation.